# Värntorn

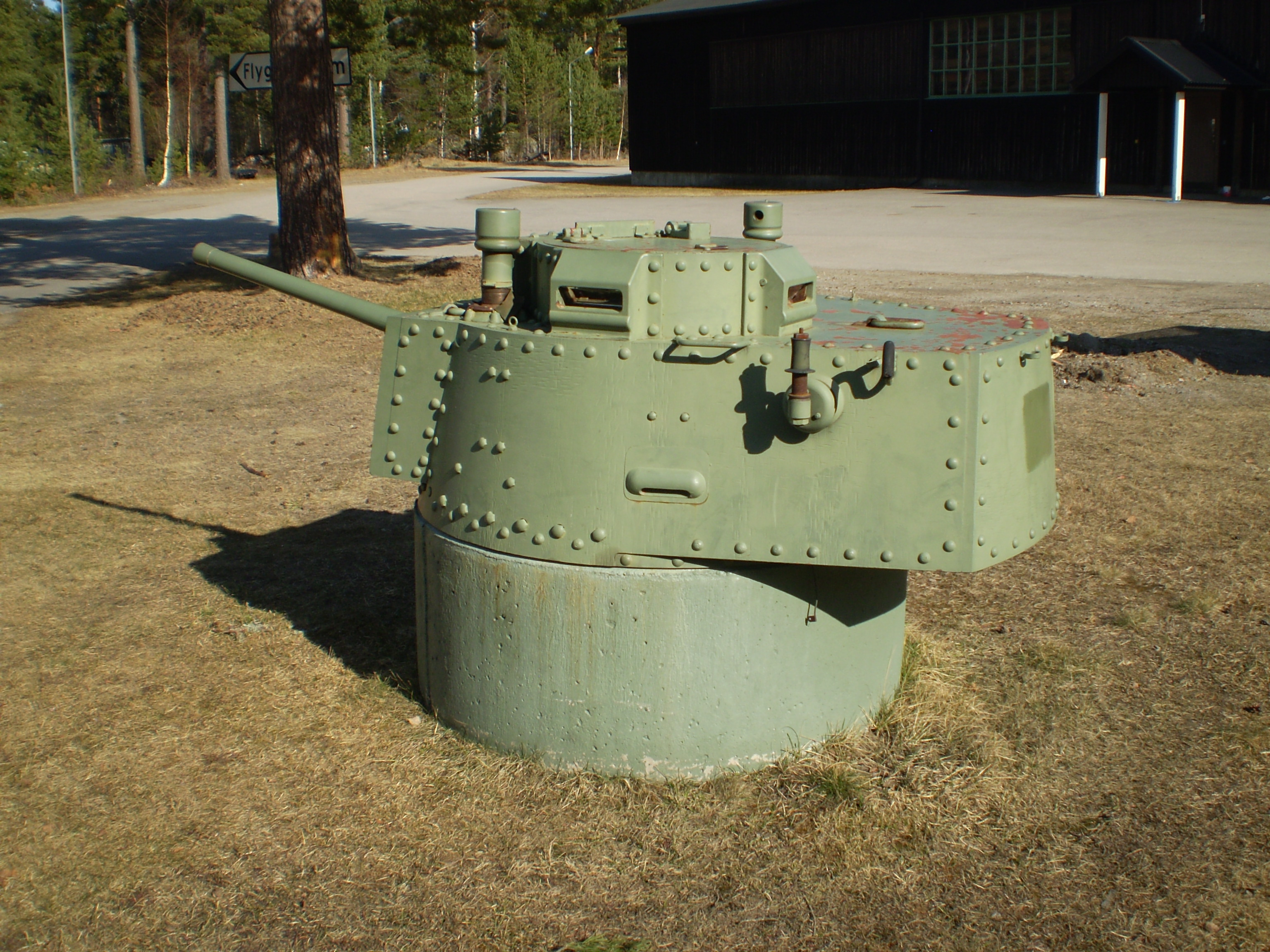
Värntorn typ m/41, återvunnet från Stridsvagn m/41 på F 15 Flygmuseum

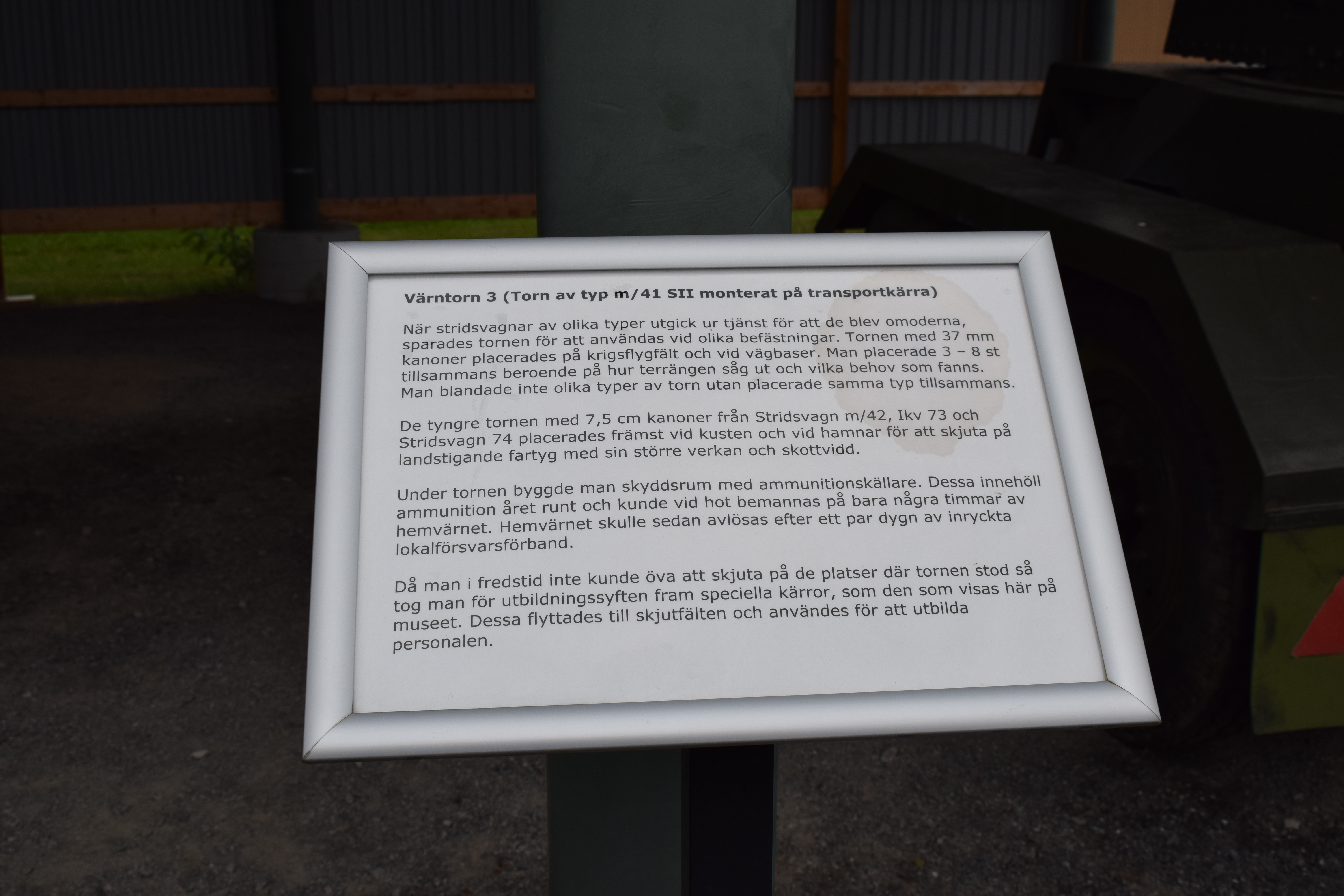
Informationsskylt gällande Värntorn.

Ett värntorn är ett kanontorn som är en del av en befästning. Normalt betecknar värntorn mindre kanontorn som är avsedda för försvar av befästningen, eller den anläggning som befästningen försvarar. Värntorn kan vara avsedda för olika typer av mål. Kraftigare artilleri med längre räckvidd på en befästning, exempelvis kustartilleripjäser på ett kustartillerifort, brukar ej kallas värntorn.
I flera fall består värntorn av äldre kanontorn från stridsvagnar eller luftvärnspjäser som återanvänds i en icke-rörlig roll, oftast fortifikatoriskt skyddade.